# Vahid Amiri
Vahid Amiri (perzsául: وحید امیری; Darre-je Bádám, 1988. április 2. –) iráni labdarúgó, az élvonalbeli Persepolis középpályása.

## Pályafutása

### A válogatottban
2014. december 30-án Carlos Queiroz meghívta az iráni válogatott 2015-ös Ázsia-kupa keretébe. 2015. január 4-én mutatkozott be az Irak elleni barátságos mérkőzésen. Első gólját a válogatottban a Chile elleni 2–0-s győzelem során szerezte. 2018 májusában bekerült a válogatott előzetes keretébe a 2018-as labdarúgó-világbajnokságra.

## Statisztika

### A válogatottban
Frissítve: 2023. június 20-án.
| Válogatott | Év       | Mérk. | Gólok |
| ---------- | -------- | ----- | ----- |
| Irán       | 2015     | 12    | 1     |
| Irán       | 2016     | 9     | 0     |
| Irán       | 2017     | 9     | 0     |
| Irán       | 2018     | 12    | 0     |
| Irán       | 2019     | 10    | 0     |
| Irán       | 2020     | 2     | 0     |
| Irán       | 2021     | 9     | 1     |
| Irán       | 2022     | 5     | 0     |
| Irán       | 2023     | 3     | 0     |
| Összesen   | Összesen | 71    | 2     |